# Glossotrophia asellaria
Glossotrophia asellaria är en fjärilsart som beskrevs av Herrich-Schäffer 1847. Glossotrophia asellaria ingår i släktet Glossotrophia och familjen mätare. Inga underarter finns listade i Catalogue of Life.